# Norra Lidingöbanan
| Wagen 24 zwischen den Stationen Dallängen und Källbonäs in 1950 |                                                   |                                       |             |
| Streckenlänge: | 3,9 km                                            |                                       |             |
| Spurweite: | 1435 mm (Normalspur)                              |                                       |             |
| Stromsystem: | Oberleitung 1907–1946: 500 V = 1946–1971: 750 V = |                                       |             |
| Zweigleisigkeit: | durchgängig                                       |                                       |             |
| |                                                   |                                       |             |
| \| \| \| 20 21 Ropsten Übergang 13 \| (seit 1967) \| \| \| \| Ropsten Lidingöbanan nach Humlegården \| (1925–1967) \| \| \| \| Güterverkehr zur Värtabanan \| (1925–1982) \| \| \| \| Gamla Lidingöbro Lilla Värtan \| (1925–2022) \| \| \| 0,0 \| Brogrenen Södra Lidingöbanan 21 \| (seit 1925) \| \| \| 0,1 \| Brogrenen \| (1925–1971) \| \| \| 0,3 \| Islinge \| (1925–1971) \| \| \| \| nach Ropsten \| (1909–1914) \| \| \| \| Wendeschleife Islinge mit Haltestelle \| (1907–1925) \| \| \| 0,4 \| \| \| \| \| 0,7 \| Källbonäs \| (1907–1971) \| \| \| 1,2 \| Dalängen \| (1907–1971) \| \| \| 1,6 \| Norevägen \| (1907–1971) \| \| \| 1,9 \| Vasavägen \| (1907–1971) \| \| \| 2,5 \| Hersbyholm \| (1907–1971) \| \| \| 2,7 \| Wagendepot Hersbyholm \| (1907–1971) \| \| \| 3,0 \| Kvarnen \| (1909–1971) \| \| \| 3,6 \| 20 Kyrkviken \| (1909–1971) \| \| \| \| \| \| |                                                   |                                       |             |
| U-Bahn-Kopfbahnhof Streckenanfang |                                                   | 20 21 Ropsten Übergang 13             | (seit 1967) |
| U-Bahn-Haltepunkt / Haltestelle quer (Strecke außer Betrieb) · U-Bahn-Abzweig geradeaus und ehemals von rechts |                                                   | Ropsten Lidingöbanan nach Humlegården | (1925–1967) |
| Strecke quer (außer Betrieb) · U-Bahn-Abzweig mit Eisenbahn geradeaus und ehemals von rechts |                                                   | Güterverkehr zur Värtabanan           | (1925–1982) |
| U-Bahn-Brücke über Wasserlauf |                                                   | Gamla Lidingöbro Lilla Värtan         | (1925–2022) |
| U-Bahn-Abzweig ehemals geradeaus und nach rechts | 0,0                                               | Brogrenen Södra Lidingöbanan 21       | (seit 1925) |
| | 0,1                                               | Brogrenen                             | (1925–1971) |
| U-Bahn-Haltepunkt / Haltestelle (Strecke außer Betrieb) | 0,3                                               | Islinge                               | (1925–1971) |
| U-Bahn-Strecke (außer Betrieb) |                                                   | nach Ropsten                          | (1909–1914) |
| U-Bahn-Strecke (außer Betrieb) |                                                   | Wendeschleife Islinge mit Haltestelle | (1907–1925) |
| U-Bahn-Abzweig geradeaus und von links (Strecke außer Betrieb) · U-Bahn-Strecke nach rechts (außer Betrieb) | 0,4                                               |                                       |             |
| U-Bahn-Haltepunkt / Haltestelle (Strecke außer Betrieb) | 0,7                                               | Källbonäs                             | (1907–1971) |
| U-Bahn-Haltepunkt / Haltestelle (Strecke außer Betrieb) | 1,2                                               | Dalängen                              | (1907–1971) |
| U-Bahn-Haltepunkt / Haltestelle (Strecke außer Betrieb) | 1,6                                               | Norevägen                             | (1907–1971) |
| U-Bahn-Haltepunkt / Haltestelle (Strecke außer Betrieb) | 1,9                                               | Vasavägen                             | (1907–1971) |
| U-Bahn-Haltepunkt / Haltestelle (Strecke außer Betrieb) | 2,5                                               | Hersbyholm                            | (1907–1971) |
| U-Bahn-Abzweig geradeaus und nach links (Strecke außer Betrieb) · U-Bahn-Betriebs-/Güterbahnhof Streckenende und quer (Strecke außer Betrieb) | 2,7                                               | Wagendepot Hersbyholm                 | (1907–1971) |
| U-Bahn-Haltepunkt / Haltestelle (Strecke außer Betrieb) | 3,0                                               | Kvarnen                               | (1909–1971) |
| U-Bahn-Haltepunkt / Haltestelle (Strecke außer Betrieb) | 3,6                                               | 20 Kyrkviken                          | (1909–1971) |
| |                                                   |                                       |             |

Die Norra Lidingöbanan (schwedisch für Die Nördliche Lidingö-Bahn) war eine 1907 eingeweihte Eisenbahnstrecke ursprünglich nur auf der Insel Lidingö nordöstlich von Stockholm. Die Bahn wurde bis 1969 von Lidingö Trafik AB betrieben, dann von Storstockholms Lokaltrafik (SL) übernommen und im Jahr 1971 eingestellt. Die Strecke verlief ab 1925 über die Gamla Lidingöbron zur ursprünglichen Endstation Islinge und von dort entlang des Norra Kungsvägen, des Lejonvägen und des Kyrkvägen über insgesamt 3,9 Kilometer und 8 Haltepunkte bis zur Wendeschleife in Kyrkviken.

## Geschichte
Hjalmar A. Andersson, Gründer des Immobilienentwicklers Aktiebolaget Lidingö Villastad und Carl Gustaf Dahlerus gründeten gemeinsam am 3. Oktober 1905 die Lidingö Trafik AB. Durch die Aktivitäten von Villastad wurde eine Verkehrsinfrastruktur zur Erschließung des Neubaugebietes benötigt. Das Bahnunternehmen selbst blieb eine nach der Übernahme ruhende Tochtergesellschaft von SL und wurde erst 2001 offiziell liquidiert.

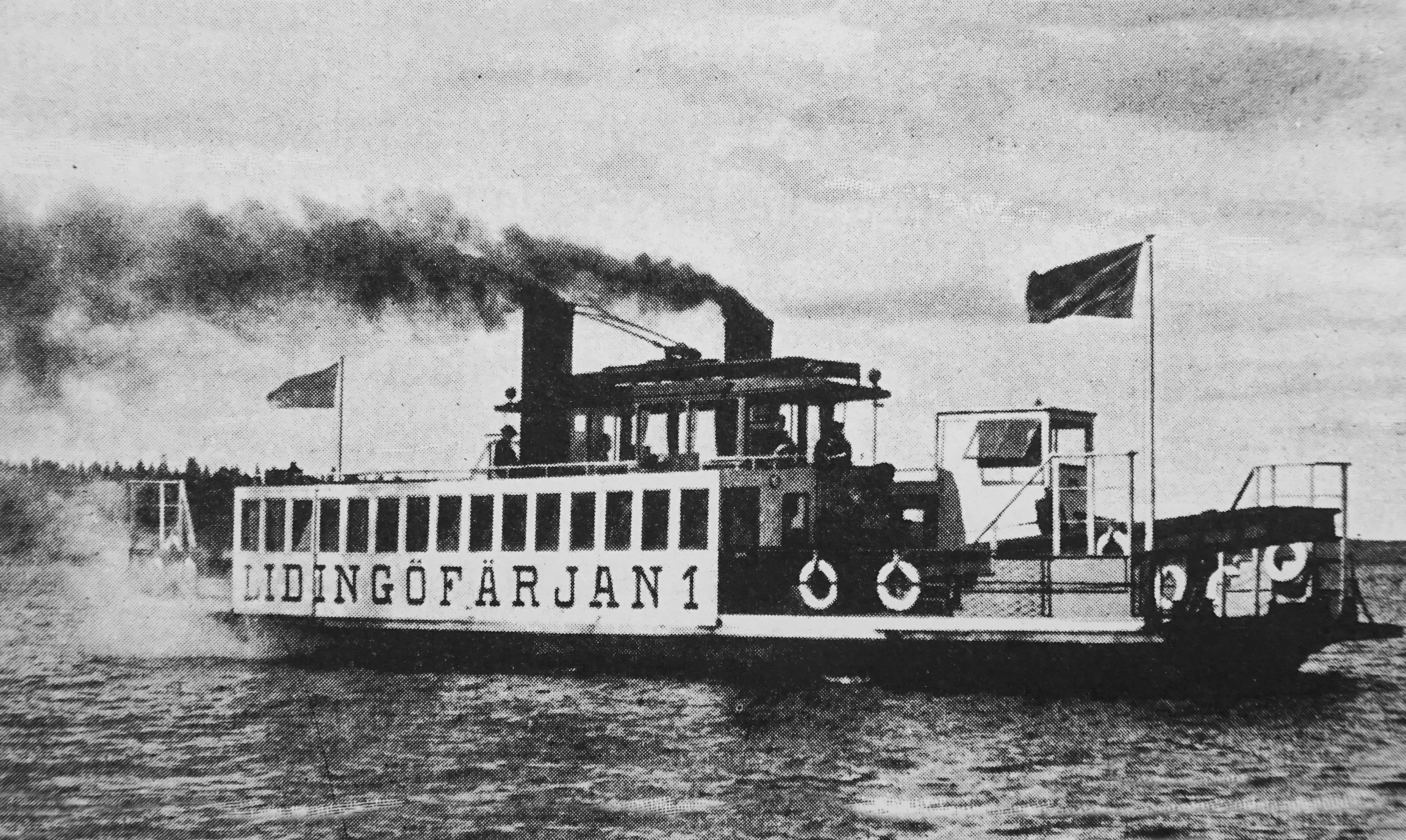
Ein Wagen der Norra Lidingöbanan wird mit der Fähre Lidingöfärjan 1 übergesetzt.

Im Februar 1906 wurde mit ASEA eine Vereinbarung über den Bau einer normalspurigen elektrischen Bahnstrecke zwischen dem Fähranleger in Islinge und Kyrkviken unterzeichnet. Mit Stockholms Nya Spårvägsaktiebolag (SNS) wurde eine Vereinbarung über einen Verkehrsvertrag unterzeichnet. Die Strecke war als Eisenbahn zugelassen, ähnelte aber eher einer Straßenbahn. Unter anderem gab es auf der Strecke, abgesehen vom vorerst eingleisigen Abschnitt Källbonäs–Islinge, keine besondere Zugsicherung, erst später wurden Lichtsignale eingesetzt. Darüber hinaus wurden die Fahrzeuge als Straßenbahnen gebaut.
Der Verkehr begann am 16. Oktober 1907, nachdem eine Reihe von Straßenbahnwagen überführt und im Wagendepot in Hersbyholm untergebracht worden war. Zu dieser Abstellhalle gehörten eine Werkstatt und ein kleinerer Rangierbahnhof. Die Haltestelle Hersbyholm war für zwei Jahre die Endstation der Linie. Im Jahr 1909 wurde die Strecke bis zu einer neuen Endstation in Kyrkviken erweitert, heute ist dort das Sportzentrum Lidingövallen mit der Tennishalle. Dazwischen lag der Haltepunkt Kvarnen, benannt nach der nahegelegenen Bockwindmühle Hersby kvarn. Der Architekt Axel Herman Forsberg entwarf die meisten Bahnhofsgebäude der Linie, jenes von Hersbyholm ist das einzige erhaltene der Norra Lidingöbanan und liegt heute am Fuß- und Fahrradweg Elfviksleden.
Für den Fährdienst zwischen Ropsten und Islinge erwarb das Unternehmen zwei Fähren, von denen eine mit einem Gleis mit Platz für zwei Straßenbahnwagen ausgestattet war. Das Übersetzen von Wagen erfolgte allerdings nur zwischen 1909 und 1914. Im Jahr 1917 wurde dann das Wagendepot um einen Anbau erweitert, um Platz für zusätzliche Wagen zu schaffen. 1949 wurde das alte Holzgebäude durch ein neues aus Beton ersetzt. Nach der Schließung der Norra Lidingöbanan im Jahr 1971 wurde die Halle zuerst für Squashcourts und Restaurant, später und bis heute als Hotel genutzt.
Als die U-Bahn Stockholm zeitgleich mit der Umstellung des Straßenverkehrs auf Rechtsverkehr 1967 nach Ropsten verlängert wurde, ist wegen der weitgehenden Stilllegung des Straßenbahnnetzes auch der Pendelverkehr nach Humlegården eingestellt worden und die Linie erhielt eine neue Endstation in Ropsten. In den verbleibenden vier Jahren wurde die Strecke bis auf den Abschnitt über die Lidingö-Brücke weiterhin im Linksverkehr betrieben. Als die Bevölkerung von Lidingö in den 1960er-Jahren stark anstieg, entstand der Bedarf an einer neuen, leistungsfähigeren Lidingö-Brücke, die die alte kombinierte Straßenbahn- und Straßenbrücke von 1925 ergänzen sollte. Platzmangel am Brückenwiderlager der neuen Lidingö-Brücke auf der Inselseite und der starke Zuwachs des motorisierten Individualverkehres führten dazu, dass die Strecke am 12. Juni 1971 stillgelegt wurde. Die Fahrzeuge wurden an die Südlinie abgegeben und einige dieser Wagen der Nordlinie blieben nach einer Renovierung und Aufrüstung mit Automatic Train Control 1991–1993 noch bis Juni 2013 auf der Lidingö-Linie im Einsatz. Ein Triebwagen wurde von der Svenska Spårvägsällskapet, der Schwedischen Straßenbahngesellschaft, erhalten, die in Stockholm als (zweite) Aktiebolaget Stockholms Spårvägar (SS) mehrere Straßenbahnlinien betreiben, darunter die Museumsbahnlinie Djurgårdslinjen.

## Betrieb
Als der Vertrag mit SNS im Jahr 1916 auslief, übernahm das Unternehmen mit eigenem Fuhrpark und eigenem Personal den Betrieb der Linie. Nachdem die Gamla Lidingöbro 1925 in Betrieb gegangen war, wurde mit der Verbindung sowohl mit der südlichen Lidingö-Bahn als auch mit dem Straßenbahnnetz der ersten AB Stockholms Spårvägar, die sich seit Januar 1967 SL nennt, ein gemeinsamer Streckenbetrieb begonnen. Die Linie der Norra Lidingöbanan wurde als Linie 20 im Straßenbahnnetz bezeichnet und erhielt ihre Endstation Humlegården in der Nähe des Stureplan im Zentrum von Stockholm, gemeinsam mit der Linie 21 der Södra Lidingöbanan.
Im Jahr 1944 wurde die Gemeinde Lidingö Haupteigentümerin des Verkehrsunternehmens, womit die Norra Lidingöbanan und die zweite Strecke der Insel eine gemeinsame Verkehrsverwaltung erhielten. In der Praxis ergab es dadurch eine enge Zusammenarbeit, so wurden unter anderem Wagen voneinander ausgeliehen. Da 1945 von beiden Linien der Ängbyvagn neu erworben wurden, begann ein Pendelverkehr, was bedeutete, dass die Züge die Strecke Kyrkviken – Humlegården – Gåshaga bedienten und umgekehrt. Die Waggons von Norra Lidingöbanan waren dabei mit dem Eigentumsvermerk „LiB“ gekennzeichnet.

## Bildergalerie

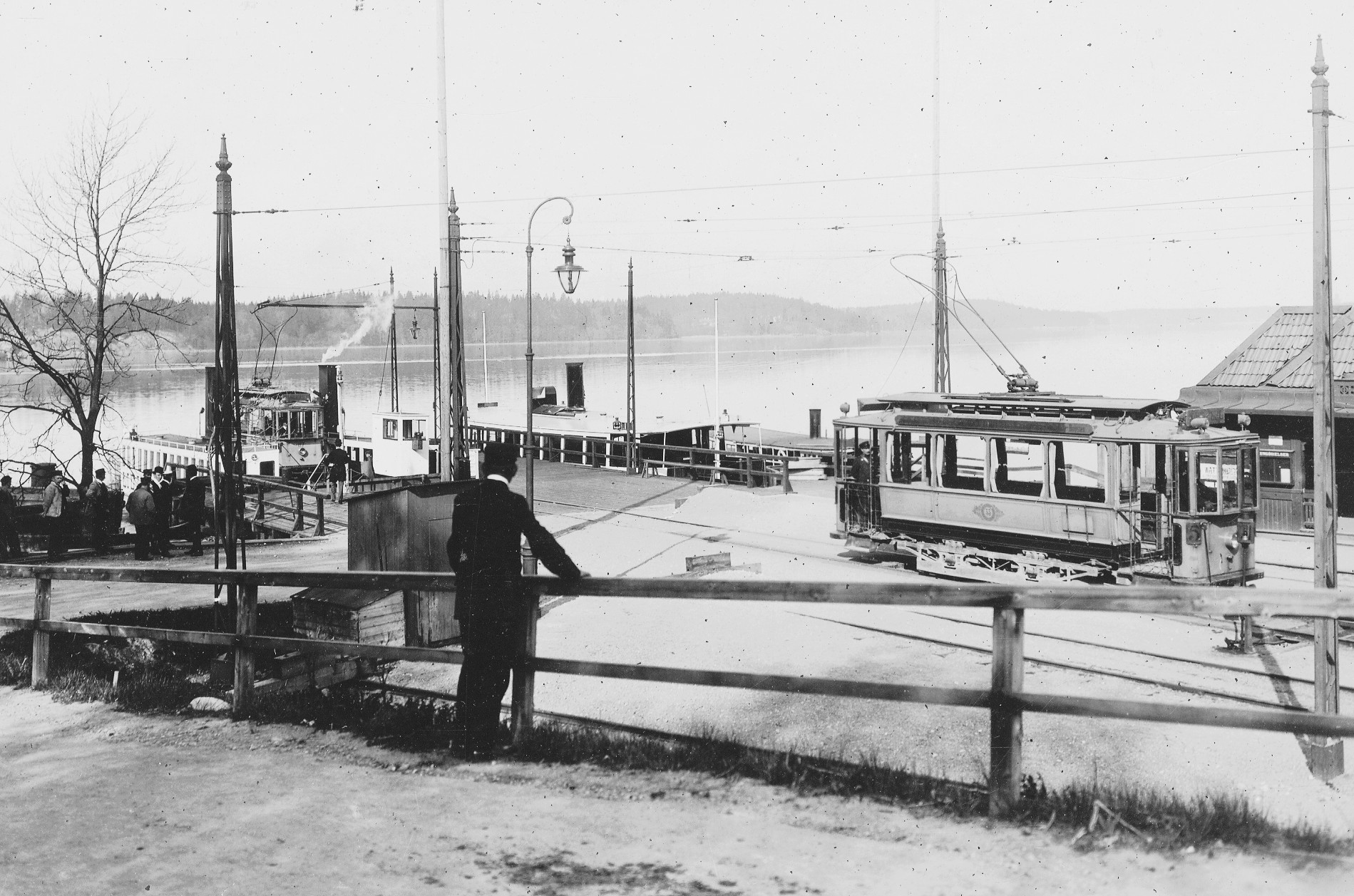
Fähranleger in Islinge (Aufnahme vor 1914)
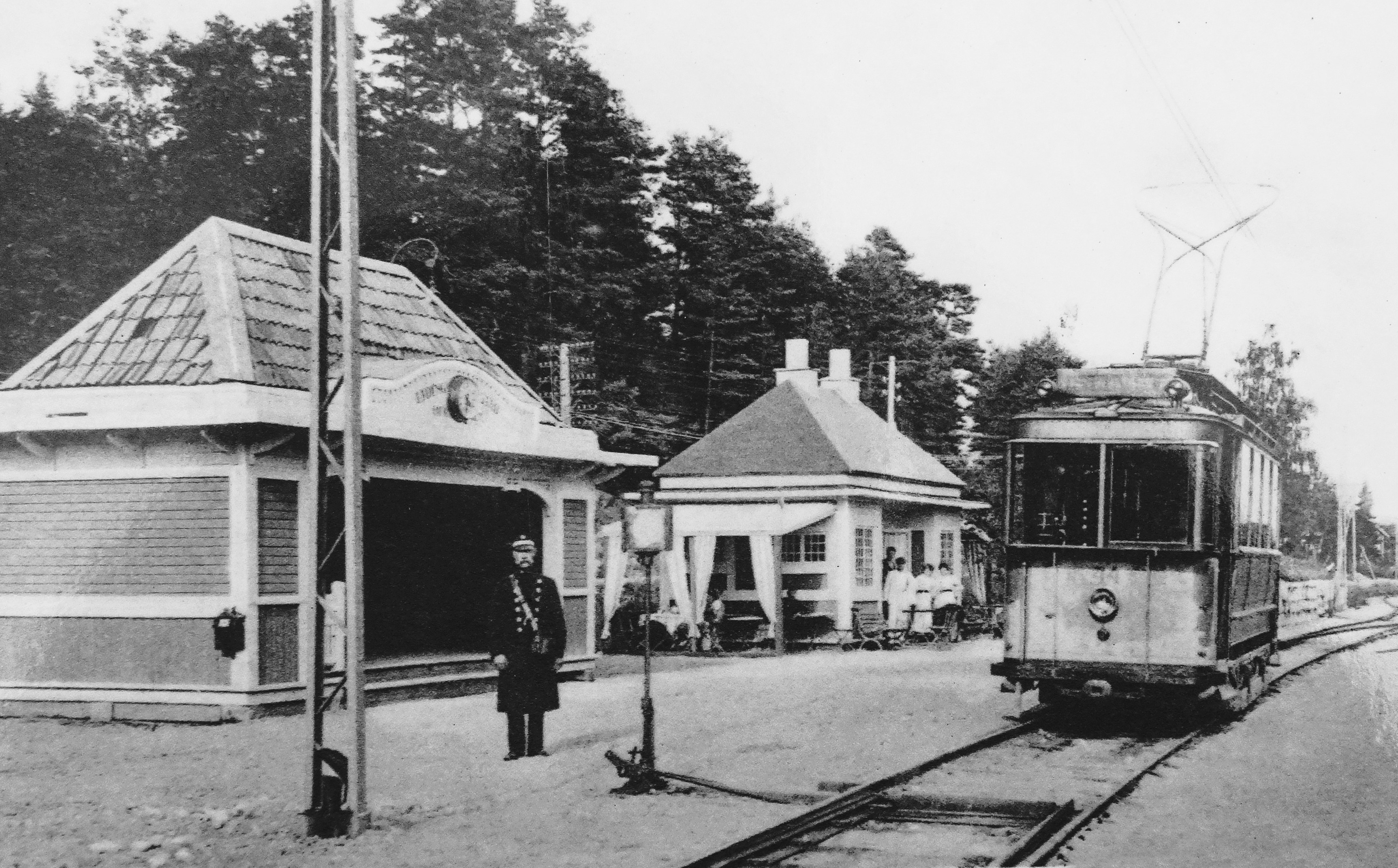
Haltepunkt Hersbyholm, Endstation bis 1909 (Postkarte etwa aus 1907)
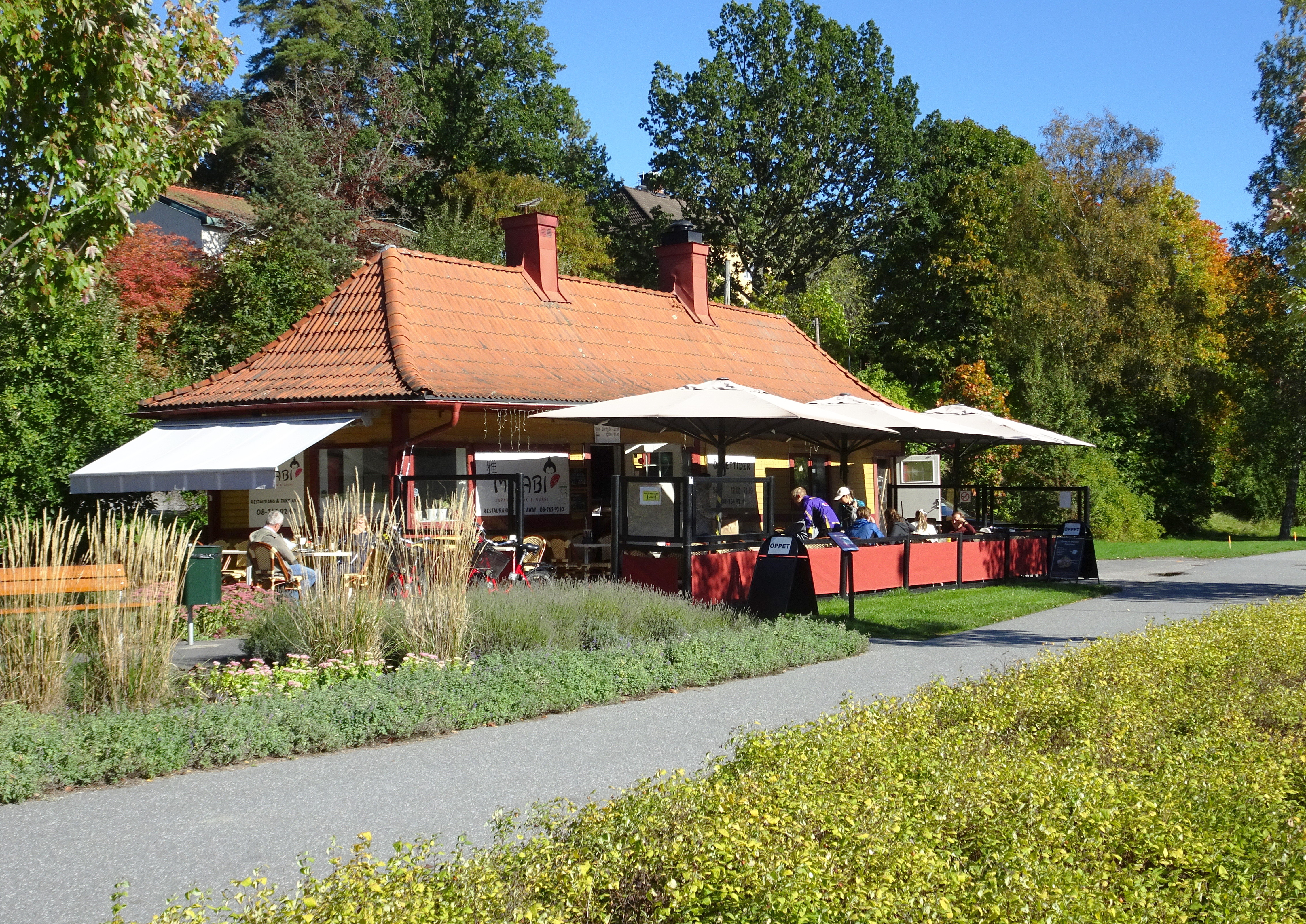
Zwischenzeitlich vergrößert, ist das Stationsgebäude heute eine Gaststätte
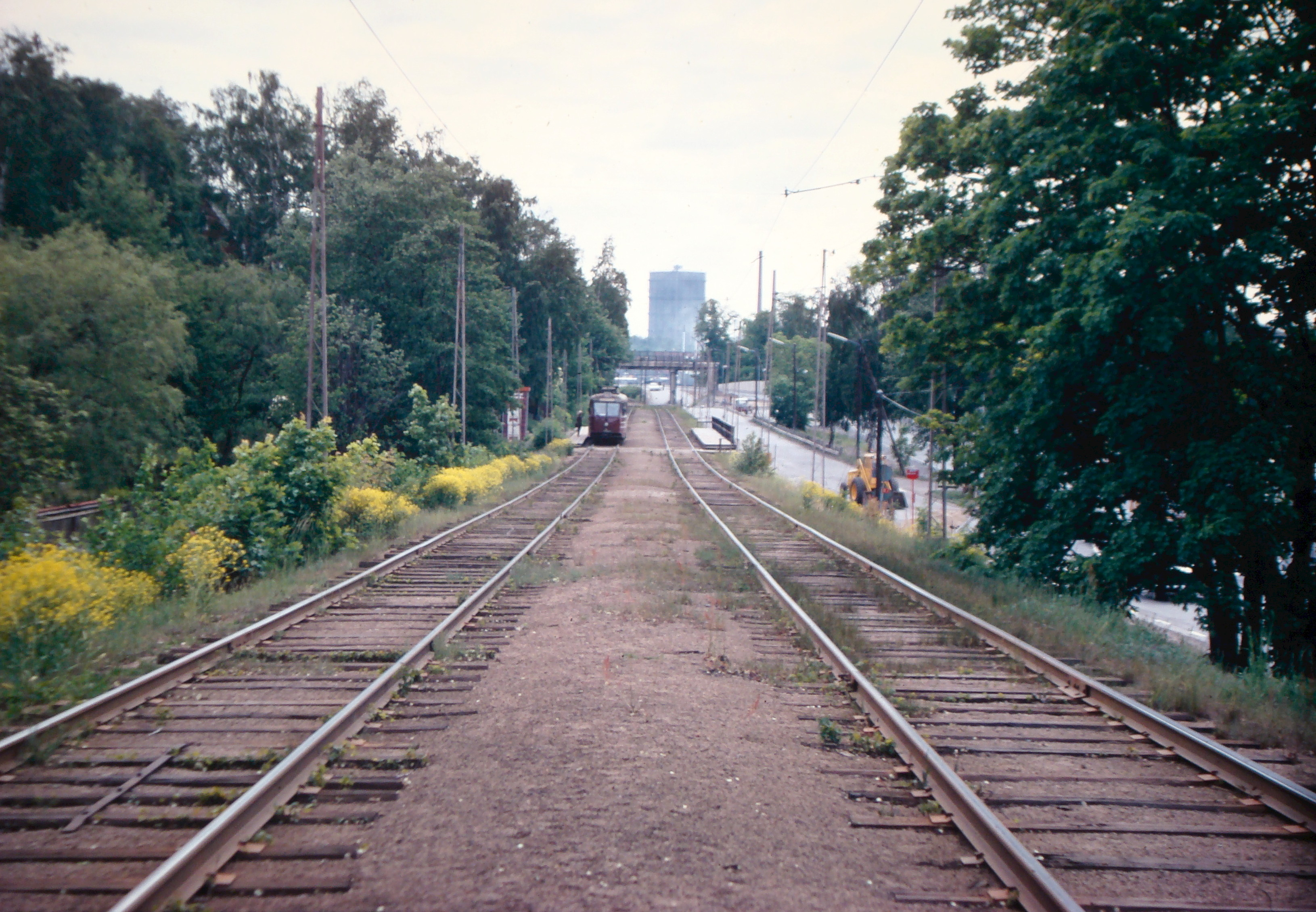
Zug am Haltepunkt Kälbonäs in 1970
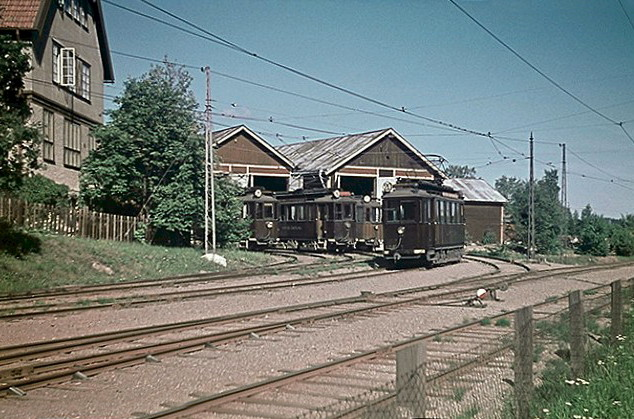
Wagendepot in 1945 (links die sog. „Telefonvilla“)
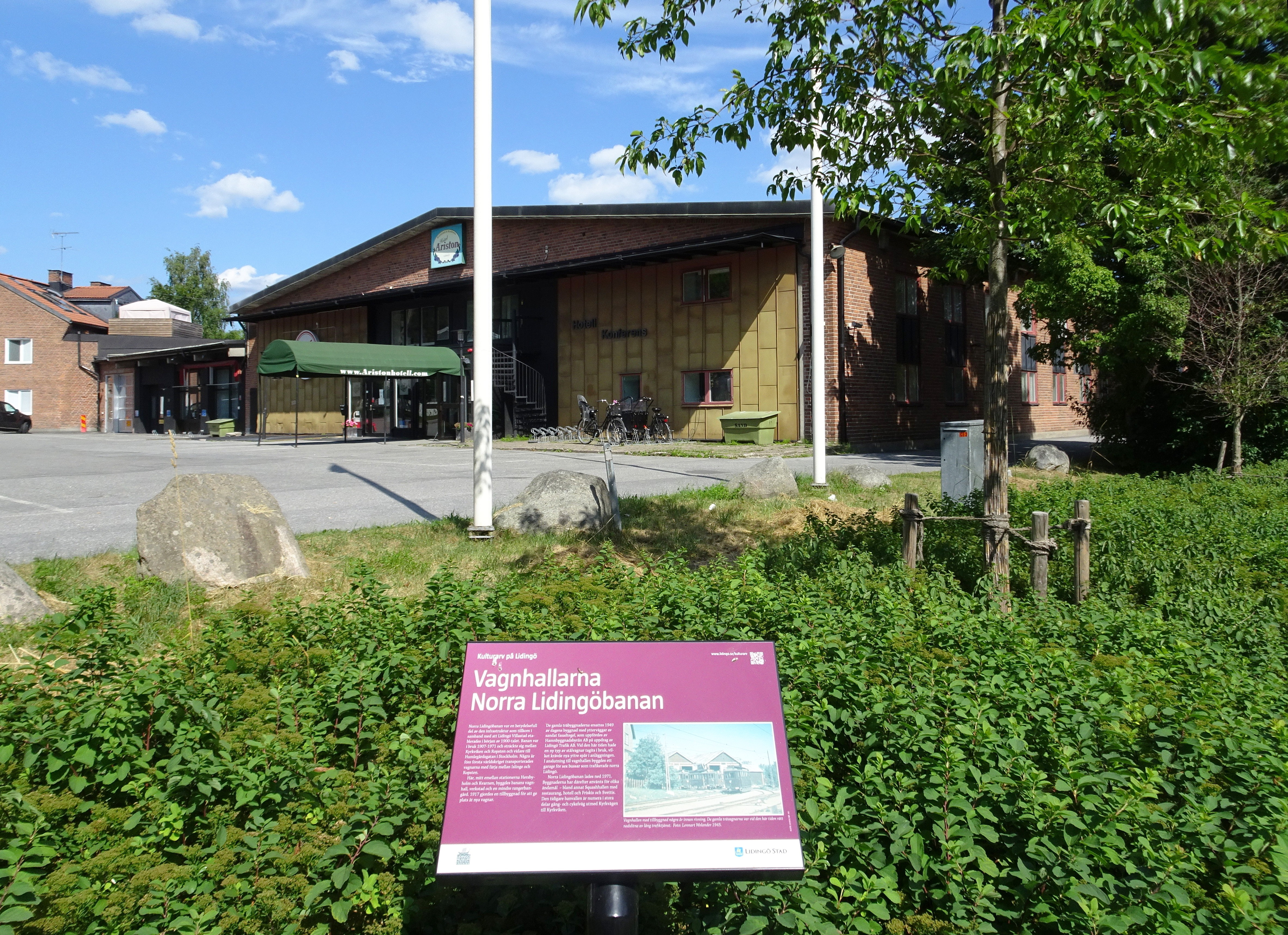
Mehrfach umgenutzt, ist die ehemalige Wagenhalle heute ein Hotel